# الن کوریول
الن کوریول (فرانسوی: Alain Couriol‎؛ زادهٔ ۲۴ اکتبر ۱۹۵۸) بازیکن سابق فوتبال اهل فرانسه است.
از باشگاه‌هایی که در آن بازی کرده‌است می‌توان به باشگاه فوتبال موناکو و باشگاه فوتبال پاری سن ژرمن اشاره کرد.
وی همچنین در تیم ملی فوتبال فرانسه بازی کرده‌است.